# Words Untold & Dreams Unlived
«Words Untold & Dreams Unlived» — дебютний студійний альбом австрійського симфо-павер-метал гурту Serenity. Реліз відбувся 27 квітня 2007 року.

## Список композицій
| #   | Назва                           | Тривалість |
| --- | ------------------------------- | ---------- |
| 1.  | «Canopus 3»                     | 4:31       |
| 2.  | «Reduced to Nothingness»        | 4:55       |
| 3.  | «Words Untold» (instrumental)   | 0:58       |
| 4.  | «Circle of My 2nd Life»         | 5:33       |
| 5.  | «Engraved Within»               | 6:22       |
| 6.  | «Forever»                       | 6:43       |
| 7.  | «Dreams Unlived» (instrumental) | 0:51       |
| 8.  | «Dead Man Walking»              | 4:54       |
| 9.  | «From Where the Dark Is Born»   | 6:18       |
| 10. | «Thriven»                       | 6:23       |

## Учасники запису
- Георг Нойхаусер — вокал
- Томас Бакбергер — електро- та ритм-гітара
- Маріо Херзінгер — клавіші, задній вокал
- Саймон Хольтцнект — бас-гітара
- Андреас Шифлінгер — ударні, задній вокал